# دوشكو توميتش
دوشكو توميتش هو لاعب كرة قدم ومدرب كرة قدم صربي في مركز حراسة المرمى، ولد في 14 أغسطس 1958 في Ruma ‏ في صربيا، وتوفي في 22 أبريل 2017 بسبب ابيضاض الدم. شارك مع منتخب يوغوسلافيا تحت 23 سنة لكرة القدم. أما مع النوادي، فقد لعب مع رادنيتشكي نيش ونادي أو إف كيه بيوغراد ونادي تتكس ونادي رودار فيلينيه ونادي ماريبور.